# Charles Bathurst (1. wicehrabia Bledisloe)
Charles Bathurst (ur. 21 września 1867 w Londynie, zm. 3 lipca 1958 w Lidney w hrabstwie Gloucestershire) – brytyjski polityk, w latach 1930–1935 gubernator generalny Nowej Zelandii.
Ukończył prawo na Oxford University i w latach 1890–1910 pracował w zawodzie. Następnie został członkiem Izby Gmin z ramienia Partii Konserwatywnej. Najwyższym stanowiskiem, jakie udało mu się zająć w okresie zasiadania w izbie niższej, była teka wiceministra wyżywienia. W 1917 otrzymał parostwo jako baron Bledisloe. W 1924 został wiceministrem rolnictwa i rybołówstwa, a w 1926 uzyskał nominację do Tajnej Rady.
W 1930 objął urząd gubernatora generalnego Nowej Zelandii. Został zapamiętany przede wszystkim jako promotor pojednania między Nowozelandczykami pochodzenia europejskiego a Maorysami. Ze swoich prywatnych środków sfinansował zakup terenu, na którym doszło do podpisania traktatu z Waitangi, uważanego za dokument stanowiący fundament nowozelandzkiej państwowości. Następnie przekazał go w darze narodowi dominium, a w 1934 powstał tam rezerwat. W związku z tym, że większość jego kadencji przypadła na lata Wielkiego Kryzysu, gubernator domagał się ograniczenia pensji urzędników państwowych, w tym swojej własnej.
Po powrocie do Anglii został podniesiony do dziedzicznej godności wicehrabiego. Zmarł w 1958 w wieku 90 lat.

Herb lorda Bledisloe